# William Haggar
William Haggar est un forain, réalisateur, producteur et monteur britannique, né le 10 mars 1851 à Dedham, au Royaume-Uni, décédé le 4 février 1925 à Aberdare, au Royaume-Uni. Réalisateur de films de poursuite, les Chase films, initiés au Royaume-Uni, il fait partie par association des cinéastes de l'École de Brighton, les plus connus des pionniers du cinéma britannique. Au bénéfice de sa maison de production : William Haggar and Sons, on compte une trentaine de films, dont certains ont influencé le cinéma américain.

## Biographie

### Débuts sur les planches
William Haggar commence sa vie professionnelle comme apprenti charpentier dans la construction nautique, puis se forme à l’horlogerie. Il s’initie également à la musique et part sur les routes à dix-huit ans, au sein d’une troupe de comédiens ambulants où il officie comme machiniste de scène. En 1870, il épouse Sarah, la fille de Richard Walton, directeur du théâtre, descendant d’une lignée réputée de comédiens et de mimes. William et Sarah fondent aussitôt leur propre compagnie et une nombreuse famille qui compte pas moins de onze enfants, tous nés dans une ville différente, au hasard des pérégrinations de la troupe. Épisodes tragiques réels, la noyade accidentelle de leur fils aîné, Nell, et le décès de deux autres garçons, viennent assombrir ce tableau idyllique. En 1891, le couple compte encore huit enfants, dont une fille unique, qui sont formés aux arts de la scène. Ils feront tous partie de la distribution des films de leur père.
Pour organiser ses tournées, William Haggar joue la carte des centres industriels. Sa devise est « Suivre le charbon ». Il estime que la population des villes minières offre un potentiel important de spectateurs pour son Castle Theatre. Tractée d’abord par des chevaux, puis par un moteur thermique, la salle de spectacle ambulante parcourt le pays de Galles, avec un programme d’une centaine de pièces du répertoire victorien, tragiques ou comiques. Dans ces régions oubliées par la culture, le succès de l’entreprise est assuré. Haggar ajoute aux tréteaux l’attraction d’un studio photographique où chacun peut se faire immortaliser sur des plaques de verre photosensibles.

### Rencontre avec le cinéma
Ayant assisté en 1897 à une séance de projection de vues photographiques animées à Londres, il achète un appareil signé par l’opticien londonien Alfred Wrench, le Cinematograph, et, le 5 avril 1898, il organise avec succès sa première séance de cinéma, qui le conforte à continuer. Il confie le théâtre ambulant à son fils aîné, William Jr., et lance un nouveau spectacle ambulant : le Haggar’s Royal Electric, dont le fleuron est la projection animée, dite Bioscope (mais, malgré l’appellation, l’appareil n’est pas un Bioscope du Français Georges Demenÿ), avec le soutien sonore d’un limonaire. Malheureusement, la grève de 1898 des mineurs va mettre fin prématurément à l’entreprise, les grévistes, puis les chômeurs, n’ayant pas envie de dilapider leurs maigres ressources dans l’achat de places de cinéma.
William Haggar ne baisse pas les bras. Dès 1901, il réalise lui-même d’abord des "vues photographiques animées", à la manière de Louis Lumière, puis, en 1902, des saynètes jouées par ses fils, qui vont rencontrer un vif succès. Ainsi, The Maid of Cefn Ydfa, basée sur une légende galloise, permet à Haggar d’empocher une somme rondelette, pour un tournage qui n’a pas pris plus d’une heure.

### Succès international
Cette réussite galloise lui permet de se lancer plus hardiment dans la production, toujours grâce à la figuration de ses fils. En 1903, il contribue à une découverte et spécialité britannique : le film de poursuite (les Chase films), et produit Combat acharné de deux braconniers ( Desperate Poaching Affray). Ce film utilise brillamment la profondeur de champ et la diagonale du champ de la caméra que Louis Lumière avait lui-même employées dès 1895 dans ses premiers films de type documentaire, et que William Haggar met cette fois au service du film de fiction. « La course des personnages, commencée dans un plan, propulse par la magie du montage la course qui se poursuit dans le plan suivant, et inversement. De surcroît, le passage des comédiens en cadrages serrés, juste au moment où ils entrent dans le champ ou lorsqu’ils en sortent, permet de lire sur leur visage leur détermination, puis leur désespoir quand ils sont arrêtés. Il en résulte une tension dramatique d’une efficacité exceptionnelle dans le cinéma de cette époque. » L’originalité de ce film et son dynamisme très moderne au cours des violentes scènes d’action expliquent son succès planétaire, relayé en distribution européenne par Léon Gaumont et américaine par Charles Urban. Il en est tiré 480 copies, qui sont à leur tour piratées, comme beaucoup de grands succès aussi bien français que britanniques ou américains. Combat acharné de deux braconniers a non seulement permis à la famille Haggar de perdurer dans le spectacle filmé, avec notamment en 1905 La Vie de Charles Peace, première biographie filmée véridique d’un bandit de grands chemins, reconstitution historique permise par les costumes du Castle Theatre. Au total, trente films sont répertoriés sous la direction de William Haggar. Le Voleur de bétail (The Sheepstealer), réalisé en 1908, était considéré comme perdu, mais fut retrouvé dans les années 1970 en Suisse, dans la collection de films de l’un des pionniers de l’éducation du cinéma, l’abbé Joseph Joye, et fut restauré par le British Film Institute (la Cinémathèque britannique) dans les années 1990. Quant à Vengeance ! (Revenge !), réalisé en 1904, il a été redécouvert dans les archives de la Bibliothèque du Congrès à Washington en 2007. Ce dernier film est considéré comme étant le plus violent des films conservés de William Haggar.

### Fin de vie
En 1909, après le décès de son épouse, il se retire à Aberdare (pays de Galles), où il ouvre une salle de cinéma. Suivront plusieurs autres salles dans la région. En 1912, il se remarie avec Mary Davies. Il meurt le 4 février 1925 au domicile de son fils Walter.

## Filmographie

### Comme réalisateur
- 1902 : True as Steel
- 1902 : The Wild Man of Borneo
- 1902 : The Maniac's Guillotine
- 1902 : Duel Scene from 'The Two Orphans'
- 1903 : Weary Willie and Tired Tim: The Gunpowder Plot
- 1903 : Mirthful Mary: A Case for the Blacklist
- 1903 : Weary Willie and Tired Tim Turned Barbers
- 1903 : Combat acharné de deux braconniers (Desperate Poaching Affray)
- 1903 : Weary Willie and Tired Tim: A Dead Shot
- 1903 : The Tramp and the Washerwoman
- 1904 : Whitewashing the Policeman
- 1904 : The Meddling Policeman
- 1905 : La vie de Charles Peace (The Life of Charles Peace)
- 1908 : The Sheep Stealer